# Campionat d'escacs d'Eslovàquia
El Campionat d'escacs d'Eslovàquia és una competició d'escacs disputada per determinar el campió nacional d'Eslovàquia.

## Història
- 1993 - avui - campionat d'Eslovàquia
- Pels campionats de Txecoslovàquia vegeu Campionat d'escacs de Txecoslovàquia

## Quadre d'honor masculí

### Eslovàquia com a part de Txecoslovàquia
| #  | Any  | Ciutat         | Guanyador            |
| -- | ---- | -------------- | -------------------- |
| 01 | 1955 | Starý Smokovec | Ján Šefc             |
| 02 | 1975 | Hlohovec       | Ján Plachetka        |
| 03 | 1977 | Detva          | Ľubomír Ftáčnik      |
| 04 | 1978 | Prešov         | Jozef Franzen        |
| 05 | 1979 | Dolný Kubín    | Ľubomír Ftáčnik      |
| 06 | 1981 | Bardejov       | Ladislav Dobrovolský |
| 07 | 1983 | Nová Baňa      | Róbert Tibenský      |
| 08 | 1984 | Čadca          | Igor Štohl           |
| 09 | 1985 | Piešťany       | Ján Baňas            |
| 10 | 1986 | Bratislava     | Igor Gažík           |
| 11 | 1987 | Šaľa           | Róbert Tibenský      |
| 12 | 1988 | Trnava         | Peter Petrán         |
| 13 | 1989 | Michalovce     | Martin Mrva          |
| 14 | 1991 | Trenčín        | Ivan Novák           |

### Eslovàquia com a estat independent
| #  | Any  | Ciutat              | Guanyador              |
| -- | ---- | ------------------- | ---------------------- |
| 01 | 1993 | Topoľčianky         | Ján Plachetka          |
| 02 | 1994 | Topoľčianky         | Róbert Tibenský        |
| 03 | 1995 | Trenčín             | Róbert Tibenský        |
| 04 | 1996 | Martin              | Róbert Tibenský        |
| 05 | 1997 | Prešov              | Ladislav Salai         |
| 06 | 1998 | Prievidza           | Tomáš Balogh           |
| 07 | 1999 | Nové Zámky          | Ján Baňas              |
| 08 | 2000 | Zvolen              | Ján Markoš             |
| 09 | 2001 | Prešov              | Vítězslav Priehoda[1]  |
| 10 | 2002 | Galanta - Kaskády   | Sergei Movsesian[2]    |
| 11 | 2003 | Tatranské Zruby     | Mikuláš Maník[3]       |
| 12 | 2004 | Zemplínska Šírava   | Eduard Hagara[4]       |
| 13 | 2005 | Trenčianske Teplice | Tomáš Petrík[5]        |
| 14 | 2006 | Banská Štiavnica    | Tomáš Petrík[6]        |
| 15 | 2007 | Banská Štiavnica    | Sergei Movsesian[7]    |
| 16 | 2008 | Zvolen              | Peter Vavrák[8]        |
| 17 | 2009 | Tatranské Zruby     | Martin Mrva[9]         |
| 18 | 2010 | Banská Štiavnica    | Marián Jurčík[10][11]  |
| 19 | 2011 | Banská Štiavnica    | Ján Markoš[12]         |
| 20 | 2012 | Banská Štiavnica    | Ján Markoš[13]         |
| 21 | 2013 | Banská Štiavnica    | Peter Michalik[14][15] |
| 22 | 2014 | Prievidza           | Peter Michalik         |
| 23 | 2015 | Banská Štiavnica    | Peter Michalik         |
| 24 | 2016 | Banská Štiavnica    | Milan Pacher[16]       |
| 25 | 2017 | Banská Štiavnica    | Christopher Repka      |
| 26 | 2018 | Banská Štiavnica    | Christopher Repka      |

## Quadre d'honor femení
| #  | Any  | Ciutat           | Guanyadora               |
| -- | ---- | ---------------- | ------------------------ |
| 01 | 1991 | Trenčín          | Ivana Sedlakova          |
| 02 | 1993 | Topoľčianky      | Jarmila Kačincová        |
| 03 | 1994 | Martin           | Andrea Ciganikova        |
| 04 | 1996 | Ziar nad Hronom  | Mirjana Medic            |
| 11 | 2003 | Tatranské Zruby  | Eva Repková              |
| 16 | 2008 | Zvolen           | Mária Machalová[17]      |
| 17 | 2009 | Tatranské Zruby  | Regina Pokorná[9]        |
| 18 | 2010 | Banská Štiavnica | Eva Repková[10][11]      |
| 19 | 2011 | Banská Štiavnica | Julia Kochetkova[12]     |
| 20 | 2012 | Banská Štiavnica | Julia Kochetkova[13][18] |
| 21 | 2013 | Banská Štiavnica | Eva Repková[14][15]      |
| 22 | 2014 |                  | Zuzana Borošová          |
| 23 | 2015 |                  | Monika Motyčáková        |

## Campions eslovacs d'escacs per correspondència
1. Štefan Marsina (1970-1972)
2. Jaroslav Rabik (1974-1976)
3. Ján Ergh (1977-1978)
4. Emil Daniš (1979-1980)
5. Dušan Kriško (1981-1982
6. Ivan Čavajda (1983-1984)
7. Pavel Polakovič (1985-1986)
8. Boris Djubek (1987-1988)
9. Marek Kolčak (1989-1990)
10. Vladimir Hefka (1991-1992)
11. Vladimir Hefka (1992-1993)
12. Štefan Berza (1993-1994)
13. Miroslav Kantorik (1995-1996)
14. Kvetoslav Rákay (1997-1998)
15. Juraj Václav (1999-2000)
16. Ján Csjernyik (2001-2002)
17. Emanuel Mičiak (2003-2004)
18. Juraj Štec (2005-2006)[19]
19. Norbert Zambor (2007-2009)[20]
20. Ladislav Fenes (2009-2010)[21]
21. Ján Fečo (2011-2012)[22]
22. Peter Adamko (2013-2016)[23]
23. Ján Helbich (2017-2019)[24]
24. Mário Kamody (2020-2022)[25]